# Kolio Etuale

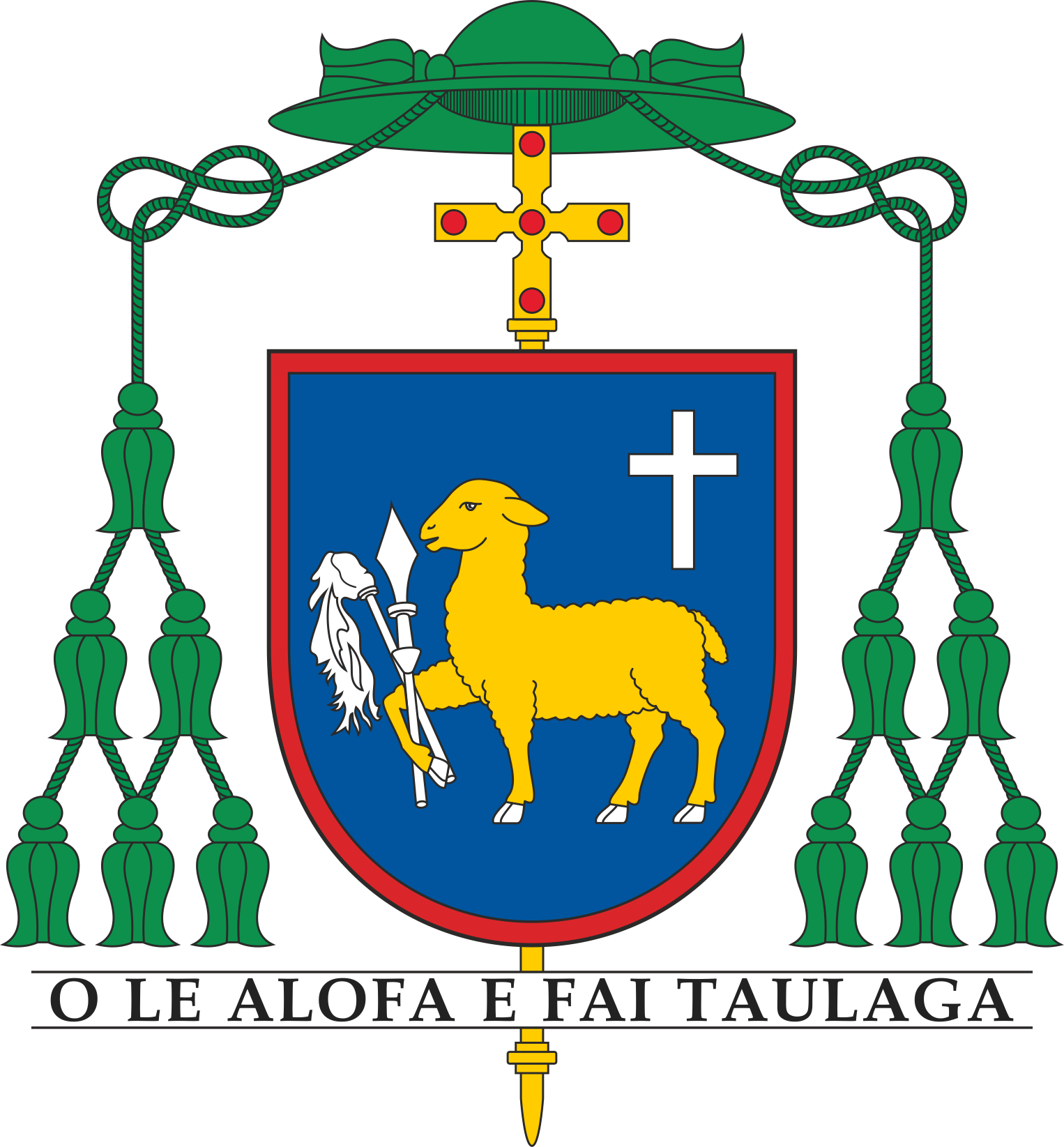
Bischofswappen

Kolio Tumanuvao Etuale (* 17. März 1973 in Lotofaga, Samoa) ist ein samoanischer Geistlicher und Bischof von Samoa-Pago Pago in Amerikanisch-Samoa.

## Leben
Kolio Etuale studierte am Mount Angel Seminary in Oregon, an dem er den Bachelor in Philosophie und einen Master of Divinity erwarb. Am 29. März 2003 empfing er das Sakrament der Priesterweihe für das Bistum Samoa-Pago Pago.
Neben verschiedenen Aufgaben in der Pfarr- und Schulseelsorge war er von 2007 bis 2013 Mitglied des Konsultorenkollegiums. Ab 2008 absolvierte er Fortbildungskurse in kirchlichem Eherecht an der Katholischen Universität von Amerika und war ab 2009 Offizial des Bistums. Von 2010 bis 2012 war er zudem Diözesanjugendseelsorger. Ab 2021 war er Rektor der Kathedrale und Kanzler der Diözesankurie.
Am 4. August 2022 ernannte ihn Papst Franziskus zum Koadjutorbischof von Samoa-Pago Pago. Der Bischof von Samoa-Pago Pago, Peter Brown CSsR, spendete ihm am 4. November desselben Jahres in der Kathedrale in Tāfuna die Bischofsweihe. Mitkonsekratoren waren der Apostolische Nuntius auf Samoa, Erzbischof Novatus Rugambwa, und der Erzbischof von Suva, Peter Loy Chong.
Mit dem Rücktritt von Peter Brown am 29. April 2023 folgte er diesem als Bischof von Samoa-Pago Pago nach.